# Mohamed Brahimi
Mohammed Amine Brahimi (* 17. September 1998) ist ein französischer Fußballspieler.

## Karriere
Brahimi wechselte zur Saison 2017/18 von der AS Saint-Priest zu Hauts Lyonnais. Zur Saison 2018/19 schloss er sich dem Fünftligisten FC Vaulx-en-Velin an. Für Vaulx kam er in seiner ersten Saison zu 13 Einsätzen in der National 3, in denen er zweimal traf. In der Saison 2019/20 blieb er ohne Einsatz. Zur Saison 2020/21 wechselte er nach Bulgarien zum Erstligisten Zarsko Selo Sofia. Im August 2020 gab er sein Debüt in der Parwa liga. Nach drei Einsätzen wurde sein Vertrag im Oktober 2020 aber wieder aufgelöst.
Nach mehreren Monaten ohne Klub wechselte Brahimi im Januar 2021 zum Zweitligisten FK Neftochimik. Bis Saisonende kam er zu acht Einsätzen in der Wtora liga, in denen er fünfmal traf. Zur Saison 2021/22 wechselte der Angreifer dann wieder ins Oberhaus und schloss sich Pirin Blagoewgrad an. Bis zur Winterpause kam er zu 17 Einsätzen, in denen er vier Tore machte. Im Januar 2022 zog er zum Ligakonkurrenten Botew Plowdiw weiter. Bis Saisonende kam er für Botew zu elf Einsätzen in der Parwa Liga. In der Saison 2022/23 absolvierte er bis zur Winterpause 16 Spiele.
Im Februar 2023 wechselte Brahimi leihweise nach Russland zum FK Fakel Woronesch. Bis Saisonende kam er in allen 13 Partien Fakels in der Premjer-Liga zum Einsatz. Zur Saison 2023/24 kehrte er wieder nach Plowdiw zurück. Für Botew kam er 2023/24 zu weiteren zehn Einsätzen. Zur Saison 2024/25 wechselte er fest zu Fakel.